# Wellness-Radroute

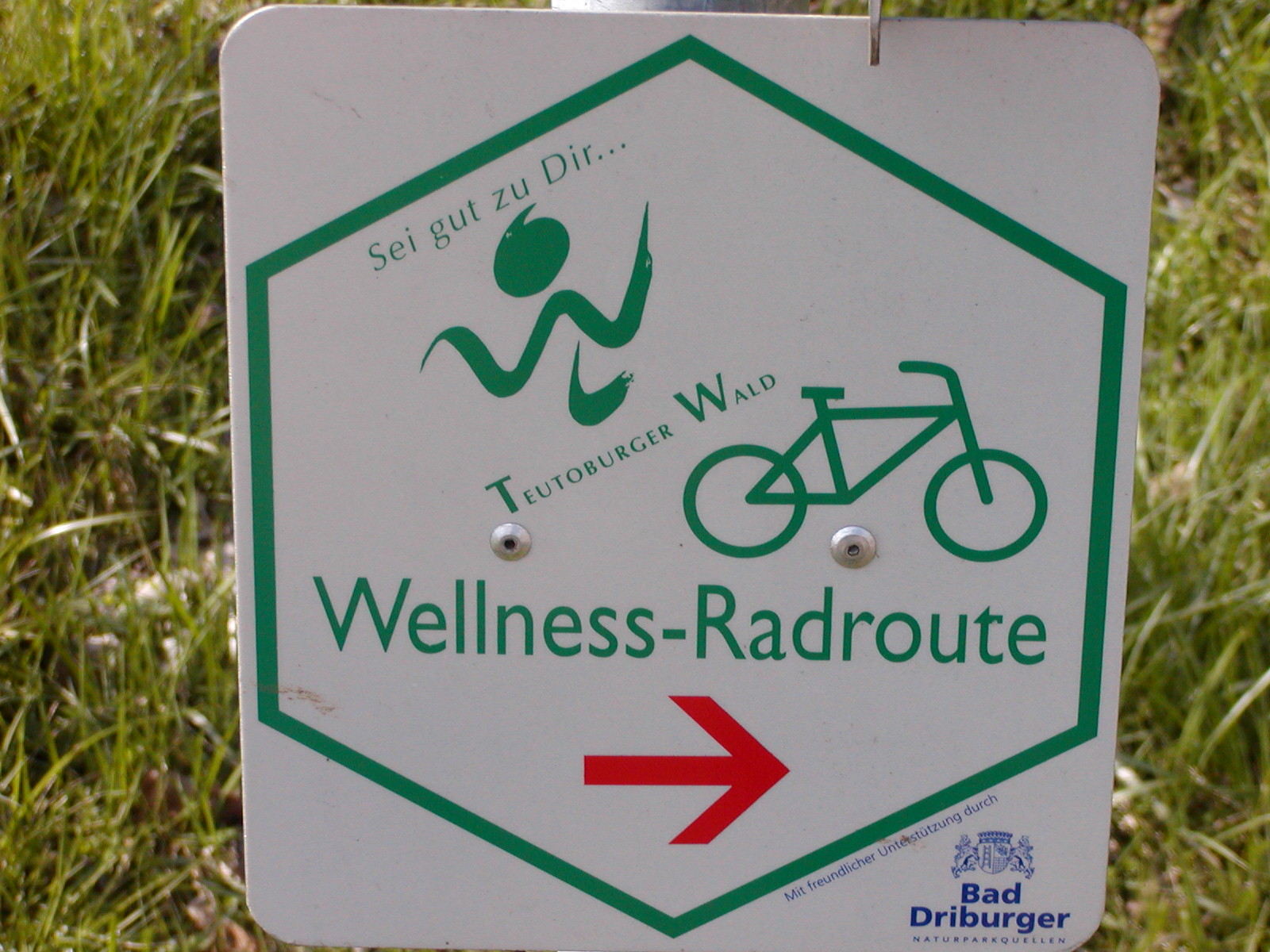
Wegzeichen

Die Wellness-Radroute war ein zwischen dem Ende der 1990er Jahre und 2011 rund 500 Kilometer langer Radfernweg. Sie führte durch die fünf großen Heilbäder und neun staatlich anerkannten Luft- und Kneipp-Kurorte in der Region Ostwestfalen-Lippe in Nordrhein-Westfalen.

## Verlauf

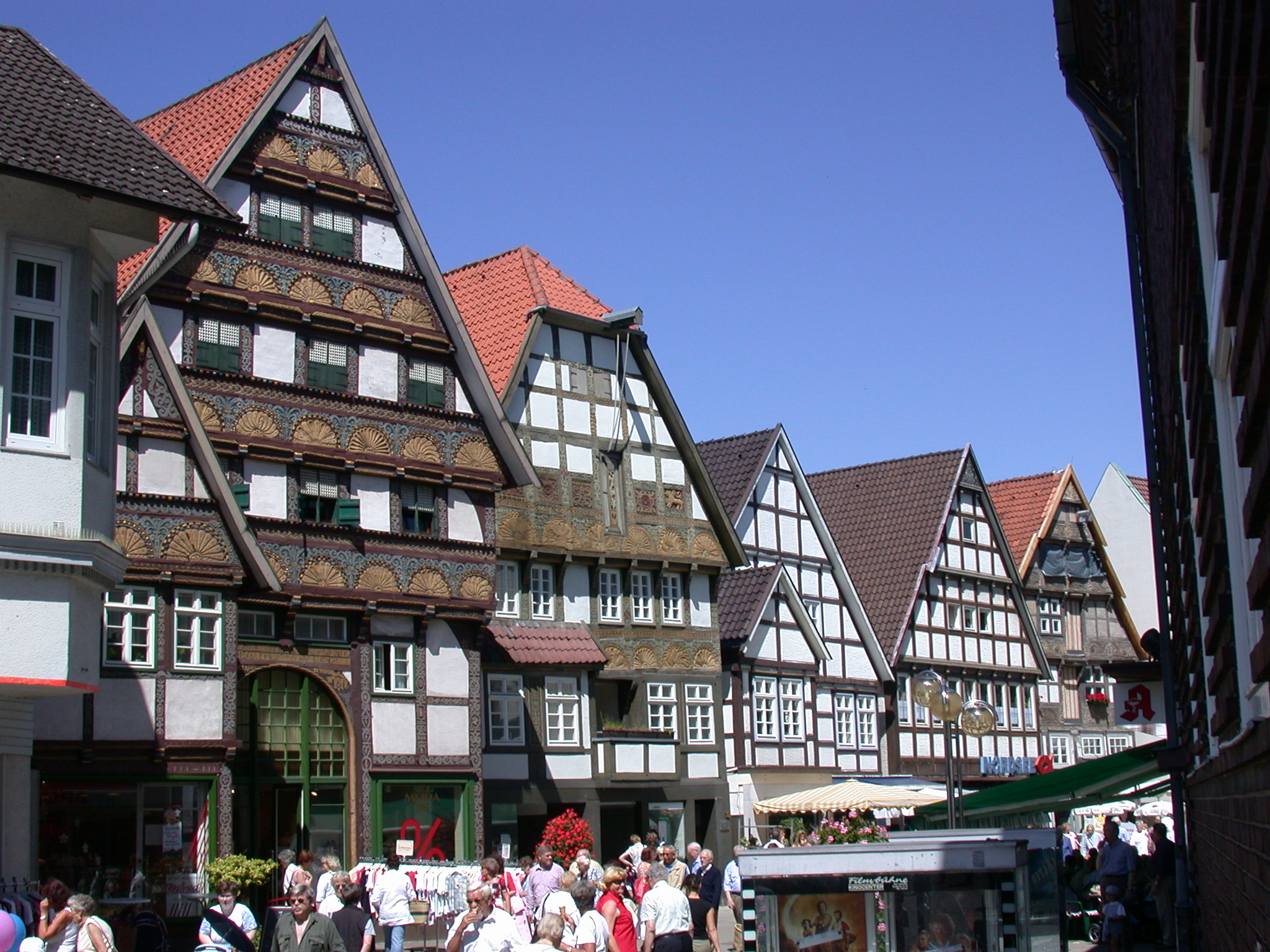
Fachwerkhäuser in Bad Salzuflen

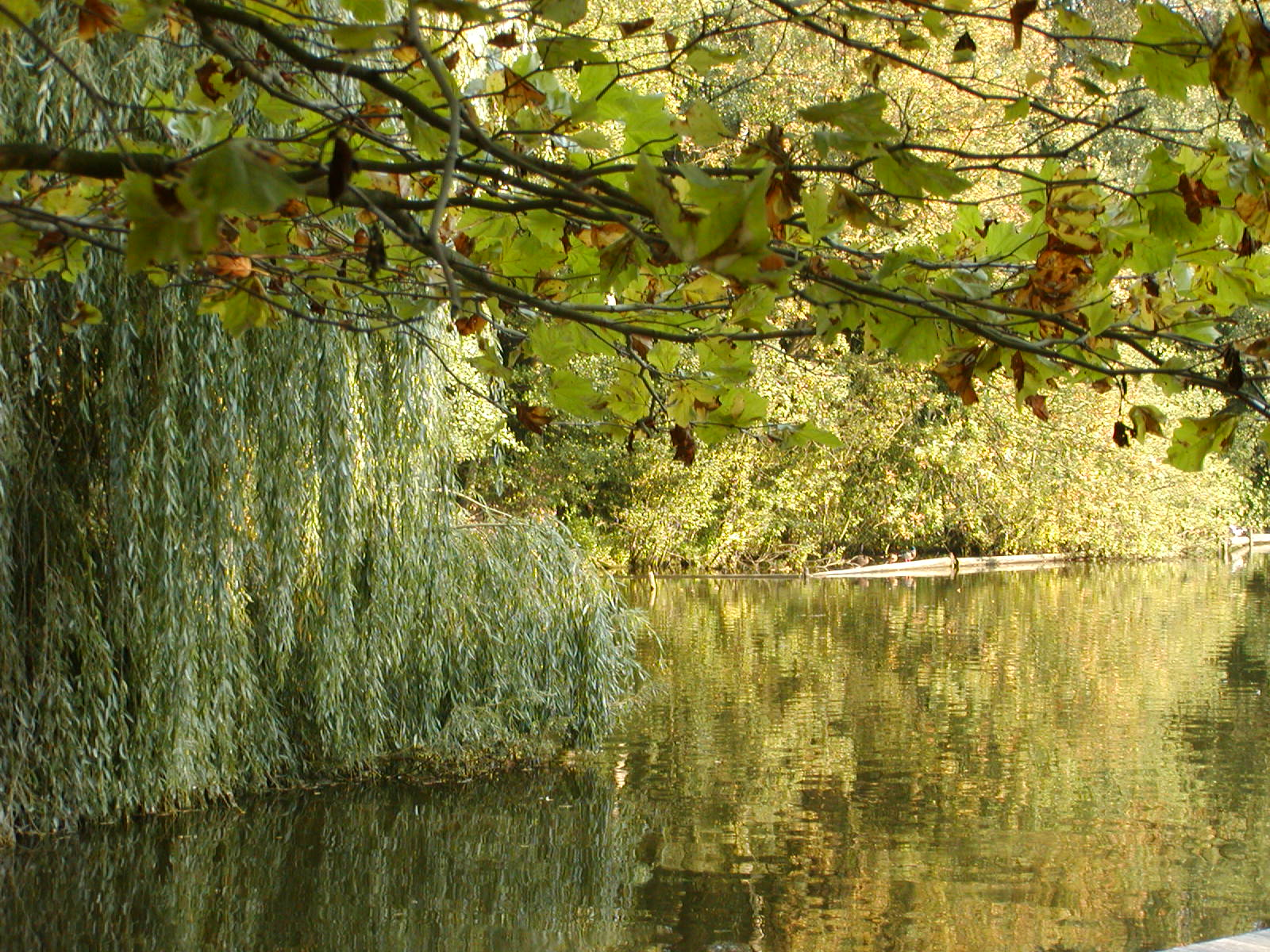
Idylle am Hücker Moor

Die Wellness-Radroute begann in Minden und führte an der Weser entlang nach Bad Oeynhausen und Vlotho. Hier verließ die Route die Weser und lief südwestlich auf Bad Salzuflen zu, um dann in östlicher Richtung Lemgo zu erreichen. Es ging dann quer durch das Lipperland: nach Detmold, Horn-Bad Meinberg und Schieder-Schwalenberg. Über Steinheim, Nieheim und Marienmünster erreichte man Höxter und damit nach rund 140 Kilometer wieder die Weser. Hinter Höxter-Godelheim wurden die Weser und der Weserradweg wieder verlassen, und es ging in Richtung Westen nach Brakel und Bad Driburg.
In südlicher Richtung ging es nun über Lichtenau, Wewelsburg nach Bad Wünnenberg und Büren. Über Borchen ging es nun in Richtung Norden auf Paderborn zu. Von Paderborn aus führte der Radweg, nunmehr in Richtung Westen, nach Gütersloh. Hierbei kam man an Delbrück und Rheda-Wiedenbrück vorbei und folgte zeitweise dem Lauf der Ems. Weiter ging es in nördlicher Richtung nach Harsewinkel mit der Abteikirche im Ortsteil Marienfeld, nach Halle und in die Metropole Bielefeld.
Von Bielefeld führte der Weg nordwärts weiter nach Spenge und Bünde in Richtung Hücker Moor. Schaute man weiter in Fahrtrichtung Norden, sah man am Horizont schon das Wiehengebirge. Es musste bei Rödinghausen überquert werden. Die Strapazen des Anstieges wurden durch eine schöne Abfahrt nach Preußisch Oldendorf belohnt. Von nun an nur noch Richtung Osten. Über Lübbecke und das Naturschutzgebiet Großes Torfmoor erreichte man, am Mittellandkanal entlang radelnd, Minden, den Ausgangspunkt der Wellness-Radroute.
Es bestand die Möglichkeit, den Rundkurs durch Querverbindungen in kleinere Runden aufzuteilen. Die erste Querverbindung bestand zwischen Bad Salzuflen und Bielefeld. Eine weitere Möglichkeit hierzu bestand kurz hinter Neuenheerse. Hier konnte man über Altenbeken und Bad Lippspringe ebenfalls Paderborn erreichen.

## Entfernungen
Hauptroute:

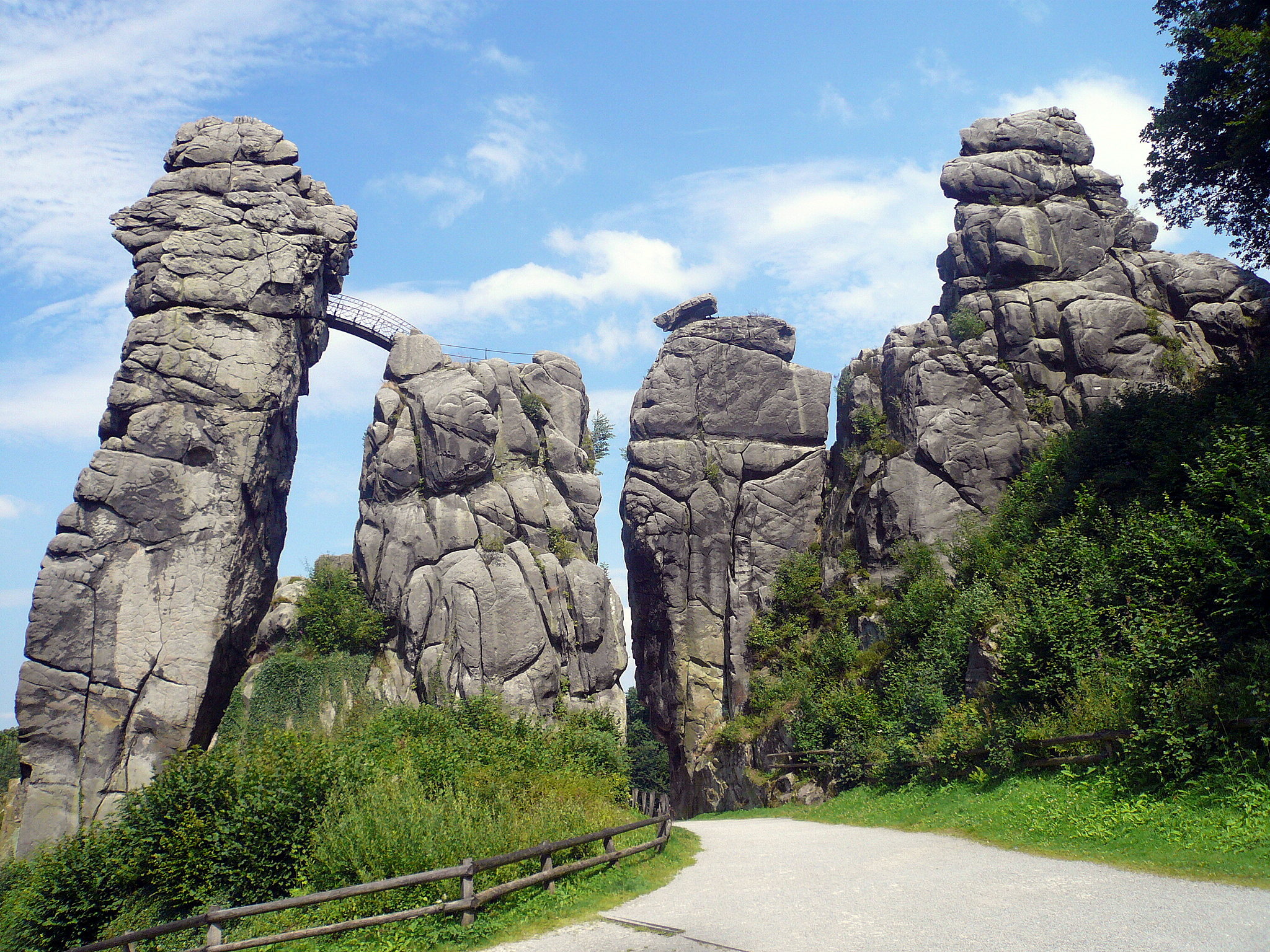
Externsteine

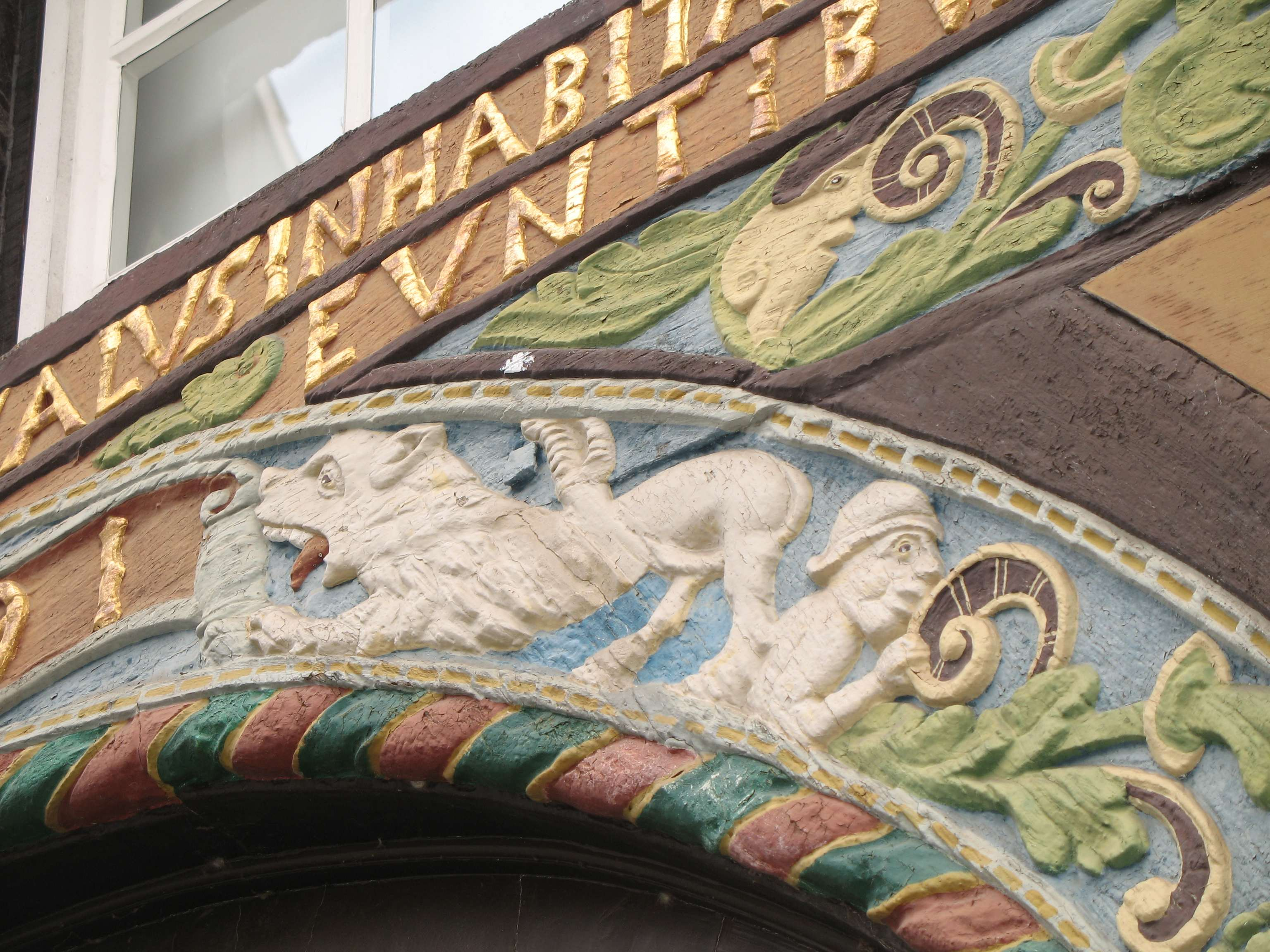
Ehemaliges Heimatmuseum in Wiedenbrück

- Minden – Porta Westfalica – Bad Oeynhausen – Vlotho – Bad Senkelteich – Bad Salzuflen, rund 40 km
- Bad Salzuflen – Lemgo – Brake – Detmold, rund 33 km
- Detmold – Externsteine – Steinheim – Marienmünster – Höxter, rund 75 km
- Höxter – Wesertal – Nethetal – Bad Driburg, rund 40 km
- Bad Driburg – Neuenheerse – Lichtenau – Dalheim – Bad Wünnenberg, rund 55 km
- Bad Wünnenberg – Büren – Borchen – Paderborn, rund 50 km
- Paderborn – Delbrück – Rietberg – Rheda-Wiedenbrück – Gütersloh, rund 50 km
- Gütersloh – Marienfeld – Halle – Werther – Bielefeld, rund 48 km
- Bielefeld – Spenge – Bünde, rund 25 km
- Bünde – Rödinghausen – Lübbecke – Minden, rund 60 km

Querverbindungen:
- Bad Salzuflen – Heepen – Bielefeld, rund 25 km
- Bad Driburg – Neuenheerse – Altenbeken – Bad Lippspringe – Paderborn, rund 45 km